# Brochan Lom
Brochan Lom ([brɔxan lɔum] schottisch-gälisch für dünner Porridge) ist der Titel eines traditionellen Nonsens-Liedes in schottisch-gälischer Sprache. Über die Entstehungszeit des Liedes und dessen Autor ist nichts bekannt.
Brochan Lom gehört zum sogenannten Puirt a beul [pʰurˠʃtʲ a pialˠ̪], einer Art Sprechgesang, der noch heute in Irland und Schottland praktiziert wird, aber auch von den Nachfahren Gälisch sprechender Einwanderer im kanadischen Nova Scotia und auf der Kap-Breton-Insel.
Der Liedtext ist bei dieser Art von Volkslied  nicht von Bedeutung, sondern vielmehr Rhythmus, Melodie und Lautmalerei, da derartige Lieder vor allem zum Tanzen sowie zum (Mit-)Singen gedacht sind. Tänze sind zum Beispiel Highland Schottische und Highland Flings. Als Kinderlied wird Brochan Lom unter anderem zum spielerischen Lernen der schottisch-gälischen Sprache genutzt.
Für die reine Instrumentalversion werden zum Teil andere Benennungen wie (The) Orange and Blue, The Orange And Blue Highland, Katy Jones, Kitty Jones, Kitty Jones verwendet.

## Text
Der Text kann, je nach Region, in der das Lied gesungen wird, leicht variieren. Hier eine Beispielversion:
Brochan lom, tana lom, brochan lom na sùghain

Brochan lom, tana lom, brochan lom na sùghain

Brochan lom, tana lom, brochan lom na sùghain

Brochan lom ’s e tana lom ’s e brochan lom na sùghain

Refrain

Brochan tana, tana, tana, brochan lom na sùghain

Brochan tana, tana, tana, brochan lom na sùghain

Brochan tana, tana, tana, brochan lom na sùghain

Brochan lom ’s e tana lom ’s e brochan lom na sùghain

Thugaibh aran dha na gillean leis a’ bhrochan sùghain

Thugaibh aran dha na gillean leis a’ bhrochan sùghain

Thugaibh aran dha na gillean leis a’ bhrochan sùghain

Brochan lom ’s e tana lom ’s e brochan lom na sùghain

Refrain

Seo an rud a gheibheamaid o nighean gobh’ an dùine,

Seo an rud a gheibheamaid o nighean gobh’ an dùine,

Seo an rud a gheibheamaid o nighean gobh’ an dùine,

Brochan lom ’s e tana lom, ’s e brochan lom sùghain.

## Rezeption
Das Lied wurde in mehreren Spielfilmen verwendet, so in der 1949 entstandenen Filmkomödie Freut euch des Lebens (Originaltitel Whisky Galore!), der 1959 gedrehten Filmkomödie The Bridal Path und 1972 in Pasolinis tolldreiste Geschichten (Originaltitel I racconti di Canterbury), des italienischen Regisseurs Pier Paolo Pasolini.